# Robert Daley
Robert Daley (* 1930 in New York City) ist ein amerikanischer Schriftsteller, der neben Thrillern und Kriminalromanen auch Essays und Sachbücher vorlegte. Vor seiner Tätigkeit als Schriftsteller arbeitete er als Deputy Commissioner (stellvertretender Polizeichef) des New York City Police Department (NYPD).

## Leben
Er graduierte 1951 an der Fordham University und diente während des Koreakriegs bei der amerikanischen Luftwaffe. Anschließend war er während sechs Spielzeiten Werbeleiter der New York Giants in der National Football League. Sechs weitere Jahre arbeitete er für die New York Times als Auslandsmitarbeiter.
1978 erschien sein non-fiction-Werk Prince of the City (dt. Titel ebenso Prince of the City), das von der NY Times hoch gelobt wurde: „Der Polizist als mit Mängeln behafteter Held, eine immer wiederkehrende und äußerst populäre Figur des zeitgenössischen Schreibens, wurde noch nie besser dargestellt.“ Bereits 1973 hatte er in Target Blue: An Insider’s View of the N.Y.P.D. jene turbulenten Jahre beschrieben, in den zwei Mafia-Bosse erschossen wurden ebenso wie Polizeibeamte Attentätern der Black Liberation Army zum Opfer fielen und weitere sich in der Knapp Commission sich vor Gericht wegen Beamten-Korruption verantworten mussten.
Insgesamt hat Daley 18 Romane geschrieben, von denen mehrere verfilmt wurden, u. a. von Oliver Stone, wobei Daley einige Male selbst bei der Erstellung des Drehbuchs mitarbeitete. Michael Cimino verfilmte 1985 Im Jahr des Drachen mit Mickey Rourke in der Hauptrolle.
Der Autor lebt mit seiner französischstämmigen Ehefrau abwechselnd in Connecticut und in Nizza.

## Werke

### Romane
- The Whole Truth (1967)
- Only a Game (1967)
- A Priest and a Girl (1969)
- Strong Wine, Red as Blood (1975)
- To Kill A Cop (1976)
- The Fast One (1978)
- Year of the Dragon (1981, dt.: Im Jahr des Drachen)
- The Dangerous Edge (1983, dt.: Im tödlichen Abseits)
- Hands of a Stranger (1985)
- Man with a Gun (1988)
- A Faint Cold Fear (1990)
- Tainted Evidence (1993, dt.: Aufstand in Harlem)
- Wall of Brass (1994)
- Nowhere to Run (1996)
- Night Falls on Manhattan (1997)
- The Innocents Within (1999)
- The Enemy of God (2005)
- Pictures (2006)

### Non-fiction-Werke
- The World Beneath the City (1959)
- Cars at Speed
- A Star in the Family
- The Cruel Sport (1963)
- The Swords of Spain
- Target Blue: An Insider’s View of the N.Y.P.D. (1973)
- Treasure (1977)
- Prince of the City: The True Story of a Cop Who Knew Too Much (1978, dt.: Prince of the City)
- An American Saga
- Portraits of France (1991)

## Belege
1. ↑  NCJRS Abstract von Target Blue
2. ↑  Autorenprofil Daleys bei Random House

| Personendaten    | Personendaten                    |
| ---------------- | -------------------------------- |
| NAME             | Daley, Robert                    |
| KURZBESCHREIBUNG | US-amerikanischer Schriftsteller |
| GEBURTSDATUM     | 1930                             |
| GEBURTSORT       | New York City                    |